# Бестла (супутник)
Бестла (Сатурн XXXIX; лат. Bestla, давньоскан. Bestla) — вісімдесят сьомий за віддаленістю від планети природний супутник Сатурна. Відкритий Скоттом Шеппардом, Девідом Джуїттом та Дженом Кліною 13 грудня 2004 року.
У скандинавській міфології Бестла — донька Болторна, дружина Борра, мати Одіна, Ве і Вілі.
Бестла належить до скандинавської групи супутників Сатурна (підгрупа Нарві).

## Корисні посилання
- Супутники Сатурна. Дані Інституту астрономії. [Архівовано 6 жовтня 2011 у WebCite](англ.)
- Циркуляр МАС №8523: Оголошення про відкриття нових супутників Сатурна[недоступне посилання з лютого 2019](англ.)
- Циркуляр МАС №8826: Назви нових супутників Юпітера і Сатурна [Архівовано 10 січня 2020 у Wayback Machine.](англ.)
- Електронний циркуляр ЦМП MPEC 2005-J13: Дванадцять нових супутників Сатурна [Архівовано 29 травня 2012 у Archive.is](англ.)
- Супутники Сонячної системи — Бестла [Архівовано 28 листопада 2006 у Wayback Machine.](англ.)(пол.)